# Aldo Pagani
Aldo Pagani (Saronno, 3 luglio 1932 – Como, 24 maggio 2019) è stato un musicista, compositore e produttore discografico italiano.

## Biografia

### Gli inizi e il tour con Renato Carosone
Aldo Pagani studia al Conservatorio Giuseppe Verdi di Milano, dove si specializza in fisarmonica, vibrafono, marimba e pianoforte. Durante il servizio militare diventa primo tamburo della banda della Marina Militare Italiana.
Terminato il servizio, inizia a suonare nei locali milanesi. Forma il suo primo quartetto, e nel 1956 un trio con Tony De Vita e Marcello Minerbi.
Negli anni cinquanta diventa membro fisso delle band di Renato Carosone e Domenico Modugno come vibrafonista e suonatore di marimba.
Con Carosone inizia un tour mondiale che lo porta fino in America. Storica l'esibizione in diretta televisiva a L'Avana, Cuba. In tour si innamora dei ritmi sudamericani e decide di dedicarsi anche alla produzione di altri artisti.

### Le prime etichette, i festival
Fonda le sue prime etichette discografiche, e negli anni diventa produttore ed editore di Angela (che sposerà), Stanley Moore, The Slickers, Mino Reitano, Augusto Martelli, Milva, Gerry Mulligan, Morris Albert, Benito Di Paula, Tullio De Piscopo, Arnaldo Ciato, Aldemaro Romero e Astor Piazzolla.
È anche direttore artistico di alcuni festival internazionali, tra i quali il sudamericano Onda Nueva, collaboratore di riviste di settore e organizzatore di eventi e premi musicali.

### La collaborazione con Astor Piazzolla
Aldo Pagani e Astor Piazzolla si incontrano per la prima volta nel 1960 a Milano, presentati dal Maestro Aldo Maietti, artista prodotto dallo stesso Pagani. L'incontro si ripeterà 4 anni dopo a Buenos Aires.
Nel 1974 il Piazzolla firma un contratto con Pagani che diventa, da quel momento e fino alla morte del Maestro argentino, suo manager e produttore. Inizia quindi un periodo di serrata attività lavorativa, che porta Piazzolla alla fama mondiale e all'incoronazione quale re del tango e del nuovo tango. Sotto la direzione artistica di Aldo Pagani, l'argentino compone e pubblica i suoi più grandi successi, come Libertango e Oblivion, divenuti classici del genere. Pagani fa lo esibire in Rai insieme a Mina e al Festivalbar, oltre a organizzare numerosi concerti nelle più importanti città europee, su tutte Parigi e Roma.
Nel 1974, Pagani fa collaborare Piazzolla con il sassofonista jazz Gerry Mulligan, incidendo il disco Summit-Reunion Cumbre, registrato presso i Mondial Sound Studios di Milano.

### La casa discografica A. Pagani
La A. Pagani edizioni musicali e discografiche è fondata nel 1990 da Aldo Pagani insieme con il figlio Alain, anch'esso produttore. Principale obiettivo della "A. Pagani" è consolidare il repertorio di Astor Piazzolla, scomparso nel 1992, e di cui Pagani è stato il produttore storico.
A tal fine, è istituito il PMA Piazzolla Music Award, premio internazionale in memoria del compositore argentino la cui prima edizione ha luogo nel 1993 a Castelfidardo. Negli anni, l'evento diventa il punto di riferimento per musicisti ed estimatori della musica di Piazzolla. Aldo Pagani rimane editore di un gran numero di opere dell'artista, contribuendo alla vittoria del Grammy nel 1998, per il brano Libertango eseguito da Yo-Yo Ma e inserito nell'album Soul Of The Tango - The Music Of Astor Piazzolla.
Nel 2000 la "A. Pagani" allarga i suoi orizzonti, occupandosi anche di produzioni rock e pop, con l'etichetta "Ostile Records", ideata e gestita da Alain Pagani. La società si occupa anche di management, produzioni video ed eventi.
Pagani si ritira nei primi anni duemila, lasciando le redini della casa discografica nelle mani del figlio Alain.